# Deathgrind
Deathgrind (death-grind, death/grind) – gatunek muzyczny stanowiący połączenie grindcore'u i death metalu. Rozpowszechnił się w późnych latach osiemdziesiątych w USA i Wielkiej Brytanii. Od death metalu różni się rzadszym występowaniem zagrań solowych, a także długością utworu - trwa zwykle od jednej do trzech minut. Od grindcore'u różni się głównie podejściem technicznym i mniejszym wpływem hardcore punku na muzykę. Do tego typu nie zalicza się zespołów grindcore, które stały się potem zespołami deathmetalowymi jak np. Napalm Death. 
Jednymi z pierwszych zespołów deathgrindowych były Assück oraz Brutal Truth. Do najpopularniejszych można zaliczyć: Aborted, Brodequin, Brujeria, Cattle Decapitation, Discordance Axis, Disgorge, Dying Fetus, Exhumed, Impaled, Misery Index, Mortician czy The Berzerker. Z polskich zespołów można wymienić np. Pyorrhoea, Feto in Fetus, Nuclear Vomit czy Reinfection.